# 팔로워들
《팔로워들》(영어: Followers)은 넷플릭스에서 2020년 2월부터 방영된 일본의 드라마이며, 사진 작가 겸 영화 감독 니나가와 미카가 첫 번째로 제작한 텔레비전 드라마이다.